# Митрополија загребачко-љубљанска
Митрополија загребачко-љубљанска је епархија Српске православне цркве која обухвата северни део Хрватске и већи део Словеније.
Место надлежног архијереја било је упражњено до маја 2023. будући да је доскорашњи митрополит Порфирије (Перић) дана 18. фебруара 2021. изабран за 46. патријарха Српске православне цркве. Седиште митрополије је у Загребу где се налази и Саборна црква. Тада је за новог администратора митрополије изабран Кирило (Бојовић).

## Историја
Први помени о српском православном свештенству на подручју данашње епархије потичу из 15. века, односно из времена Катарине Бранковић, кћерке српског деспота Ђурђа Бранковића. Године 1434. она се удала за грофа Улриха II Цељског, те је са собом повела православног свештеника из Смедерева. На њен је захтев у Вараждину 1454. преписана богослужбена књига „Апостол” на српско-словенском језику, а чува се у Музеју Српске православне цркве у Београду.

### Марчанска епархија
Након обнове Српске патријаршије 1557. године у време патријарха Макарија Соколовића, на подручју доње Славоније, која је била под турском влашћу, установљена је српска православна Пожешка епархија чији су митрополити имали седиште у манастиру Ораховици. Током читаве друге половине 16. века, између Срба у турској (доњој) Славонији и Срба у хабзбуршкој (горњој) Славонији постојале су живе везе које су биле оснажене честим пресељавањем становништва. У јесен 1595. године пожешки митрополит Василије напушта турску доњу Славонију и прелази под окриље хабзбуршке власти у горњу Славонију (Вараждински генералат). Његов долазак прихватиле су и војне власти. Тиме је постављен темељ за стварање посебне српске православне епархије на подручју Вараждинског генералата.
Претпоставља се да су управо у то време учињени и први кораци ка стварању манастира Марче. Новостворена српска православна Марчанска епархија која је касније називана и „Вретанијском” постојала је током већег дела 17. века. Наследници владике Василија морали су да издрже тешку борбу против насилног наметања уније са Римокатоличком црквом. Владика Гаврило Мијакић је 1671. године оптужен и заточен под наводном кривицом за учешће у противдржавној завери хрватских грофова Зринског и Франкопна. Живот је завршио 1686. године, а у међувремену Срби у Вараждинском генералату нису имали свог православног епископа.
Током 17. века, уз манастир Марчу, друго главно средиште православља на овим просторима био је и манастир Лепавина. Током 1692. и 1693. године, на том подручју боравио је српски патријарх Арсеније III Црнојевић, који се најдуже задржао управо у Лепавини. Пошто државна власт у то време није дозвољавала постављање посебног српског епископа за подручје Вараждинског генералата, патријарх Арсеније је пронашао друго решење. Приликом именовања Софронија Подгоричанина за пакрачко-славонског епископа (1705), под његову надложност је поред доње Славоније (Мала Влашка) потпала и горња Славонија са Вараждинским генералатом. Међутим, чак ни ово решење није било по вољи државним властима, услед чега су пакрачко-славонски епископи наилазили на бројне потешкоће приликом остваривања своје надлежности у областима горње Славоније. Управо због тога, тамошњи православни народ је заједно са својим свештенством покренуо борбу за обнову посебне епархије на подручју Вараждинског генералата.

### Лепавинска епархија
Године 1734. успостављена је Лепавинска епархија са првим седиштем у манастиру Лепавина, а потом у Северину. Њен први и једини епископ био је Симеон Филиповић (1734—1743). Након његове смрти, епархија је током неколико година била администрирана. Године 1750. ова је епархија је сједињена са Костајничком епархијом, која је 1771. укинута и подељена, тако да је подручје некадашње Лепавинске епархије прикључено Славонској епархији у чијем је саставу остало све до 1931. године.

### Загребачка митрополија
Године 1931. основана је Загребачка епархија у рангу митрополије, са седиштем у Загребу. Први митрополит био је Доситеј Васић. Дана 11. маја 1941. усташке су власти ухапсиле митрополита Доситеја, те га у затвору у Петрињској улици мучиле, а онда и отпремиле у Београд, где је 14. јануара 1945. и умро.
Након Другог светског рата, приликом попуњавања упражњених епархија, на првом послератном редовном заседању Светог архијерејског сабора 1947, изабран је Дамаскин Грданички за митрополита загребачког. После његове смрти 1969, епархија дуго није имала сопственог митрополита, него су њоме управљали епископи других епархија, све док на заседању Светог архијерејског сабора 1977. године није поверена тадашњем епископу лепавинском Јовану Павловићу, који је 1982. изабран и за митрополита загребачког. На његов предлог, следеће године митрополија је преименована у Загребачко-љубљанску.
Након што је овој митрополији 1994. поверена брига и за православне Србе у Италији, названа је „Митрополијом загребачко-љубљанском и целе Италије”. Каснијим арондацијама епархија, Италија је изузета из њене надлежности и стављена под управу Епархије средњоевропске, а потом Епархије аустријско-швајцарске са седиштем у Бечу.
Митрополија од 2007. додељује орден Кантакузине Катарине Бранковић, од 2005. У Загребу постоји Српска православна општа гимназија истог имена.
Васељенски патријарх Вартоломеј I је посетио митрополију у Хрватској септембра 2016. године.

## Епископи и митрополити
Српски јерарси који су током историје имали надлежност над подручјем данашње Митрополије загребачко-љубљанске:

### Епископи марчански
- Максим Предојевић (1630—1642),
- Гаврило Предојевић (1642—1644),
- Василије Предојевић (1644—1648),
- Сава Станиславић (1648—1661) и
- Гаврило Мијакић (1661—1671).

Након 1705. године, епископи пакрачко-славонски.

### Епископи лепавински
- Симеон Филиповић (1734—1743)
- Симеон Филиповић као администратор епархије (1743—1750)

### Епископи костајнички
- Арсеније Теофановић (1750—1753),
- Јосиф Стојановић (1754—1771).

Након 1771. године, поново епископи пакрачко-славонски.

### Митрополити загребачки и загребачко-љубљански
| Портрет | Име и презиме        | Време старешина                     | Напомене                                                                                  |
| ------- | -------------------- | ----------------------------------- | ----------------------------------------------------------------------------------------- |
|         | Доситеј Васић        | 1931—45                             |                                                                                           |
|         | Арсеније Брадваревић | 1945—47, администрирао митрополијом |                                                                                           |
|         | Дамаскин Грданички   | 1947—69                             |                                                                                           |
|         | Емилијан Мариновић   | 1969—77, администрирао митрополијом |                                                                                           |
|         | Јован Павловић       | 1977—2014                           | администрирао митрополијом до 1982.                                                       |
|         | Фотије Сладојевић    | 2014, администрирао митрополијом    |                                                                                           |
|         | Порфирије Перић      | 2014—2021                           | 2021. изабран за патријарха Српске православне цркве и администрира митрополијом дo 2023. |
|         | Кирило Бојовић       | администратор од 2023.              |                                                                                           |

## Устројство митрополије
Намесништва:
- Загребачко
- Бјеловарско
- Грубишнопољско
- Љубљанско

У Загребачко намесништво спадају црквене општине: Загребачка, Војаковачка и Сисачка.
Митрополиту у управљању епархијом помажу Епархијски савет и Епархијски управни одбор. Ту је и Епархијски црквени суд, а на челу свих ових тела налази се митрополит.

## Саборни храм
Саборна црква Митрополије загребачко-љубљанске је Црква Преображења Господњег на тзв. Цвјетном тргу или Тргу Петра Прерадовића у Загребу. Ради се о некадашњој римокатоличкој Цркви Св. Маргарете која је припадала Загребачкој бискупији, а спомиње се на овом месту од 1334. као жупна црква уз коју су се одржавали „маргаретски сајмови” (одржавали су се од 1337). Касније је црква припала жупи Св. Марка, а 1794. продана је грчким православним трговцима који су тада као трговци и новчари боравили у Загребу. Кад Грка више није било, црква је почела служити православним Србима. Због овакве историје саборног храма, улица која пролази иза цркве и данас се зове Маргаретска, а она која пролази испред ње зове се Преображенска.
Дана 4. маја 2007. довршен је иконопис у унутрашњости цркве, а израдио га је руски иконописац Николај Александрович Мухин.

## Манастири
1. Бршљанац,
2. Лепавина,
3. Марча,
4. Света Петка.

## Цркве
- Црква Благовештења Пресвете Богородице, Новосељани
- Црква Ваведења Пресвете Богородице, Брезовац
- Црква Вазнесења Господњег, Ровиште
- Црква Преноса моштију светог Николе, Велика Бршљаница
- Црква Преноса моштију светог Николе, Горње Средице
- Црква Преноса моштију светог Николе, Липница
- Црква Преноса моштију светог Николе, Осијек Војаковачки
- Црква Преображења Господњег, Беденик
- Црква Рођења Пресвете Богородице, Купиновац
- Црква Рођења Пресвете Богородице, Мали Зденци
- Црква Рођења светог Јована Крститеља, Велики Пашијан
- Црква Рођења светог Јована Крститеља, Криж
- Црква Рођења светог Јована Крститеља, Свети Иван Жабно
- Црква свете Марије Магдалине, Доња Ковачица
- Црква свете Петке, Болфан
- Црква свете Петке, Велика Ператовица
- Црква свете Петке, Подгорци
- Црква свете Петке, Салник
- Црква свете Петке, Сисак
- Црква свете Петке, Трновитички Поповац
- Црква свете Тројице, Бјеловар
- Црква свете Тројице, Велики Грђевац
- Црква свете Тројице, Дуга Ријека
- Црква свете Тројице, Копривница
- Црква свете Тројице, Повелић
- Црква светих апостола Петра и Павла, Гудовац
- Црква светих апостола Петра и Павла, Северин
- Црква светих апостола Петра и Павла, Сибеник
- Црква светих арханђела Михаила и Гаврила, Болч
- Црква светих Отаца Првог васељенског сабора, Мала Чрешњевица
- Црква светог апостола и јеванђелисте Луке, Велико Вуковје
- Црква светог апостола и јеванђелисте Луке, Рибњачка
- Црква светог апостола и јеванђелисте Марка, Велика Барна
- Црква светог апостола Павла, Нови Пављани
- Црква светог апостола Томе, Дишник
- Црква светог апостола Томе, Чађавац
- Црква светог арханђела Михаила, Велика Мучна
- Црква светог архиђакона Стефана, Турчевић Поље
- Црква светог великомученика Георгија, Вараждин
- Црква светог великомученика Георгија, Велики Поганац
- Црква светог великомученика Георгија, Војаковац
- Црква светог великомученика Георгија, Глоговац
- Црква светог великомученика Георгија, Грубишно Поље
- Црква светог великомученика Георгија, Клокочевац
- Црква светог великомученика Георгија, Кутиница
- Црква светог великомученика Георгија, Нарта
- Црква светог великомученика Георгија, Српска Капела
- Црква светог великомученика Димитрија, Растовац
- Црква светог великомученика Димитрија, Ступовача
- Црква светог великомученика Пантелејмона, Павловац
- Црква светог Лазара Четвородневног, Велика Писаница
- Црква светог Лазара Четвородневног, Плавшинац
- Црква светог Николе, Кабо
- Црква светог Николе, Чуковец
- Црква светог пророка Илије, Миклеушка
- Црква светог пророка Илије, Подбрђани Војаковачки
- Црква светог пророка Илије, Широко Село (Мала Мучна)
- Црква светог Саве, Крижевци
- Црква Успења Пресвете Богородице, Доња Рашеница
- Црква Успења Пресвете Богородице, Сриједска
- Капела Васкрсења Христовог, Загреб (Мирогој)
- Капела Рођења светог Јована Крститеља, Средице
- Капела светих апостола Петра и Павла, Загреб (Мирогој)
- Капела светих Отаца Првог васељенског сабора, Јаворовац
- Капела светог великомученика Георгија, Бреза (Пргомеље)
- Капела светог пророка Амоса, Грабовница
- Капела светог пророка Амоса, Зрињска
- Капела светог пророка Илије, Берек